# Росинкас
«Российское объединение инкассации (Росинкас)» — дочернее подразделение Банка России, специализирующееся на перевозке наличных денег и других ценностей.

## История
Предшественником организации является служба инкассации при Госбанке СССР, основанная 1 августа 1939 года на основании приказа председателя Правления Госбанка СССР Николая Булганина. В 1988 году в составе РСФСР было создано Российское республиканское управление инкассации Государственного банка РСФСР, в 1992 году получившее новое наименование и ставшее независимым юридическим лицом.

## Современное состояние
Основными направлениями деятельности организации является обслуживание сети Банка России, а также обслуживание сети кредитных организаций и их филиалов. По состоянию на осень 2011 года объединение «Росинкас» состояло из 78 территориальных управлений в которых работало более 17 900 человек. На его долю приходилось 99 % перевозок ценностей в системе Банка России и 56,2 % — среди коммерческих банков.